# Kōdai Hagino
Kōdai Hagino (japanisch 萩野 滉大 Hagino Kōdai; * 20. Juni 2000 in der Präfektur Aichi) ist ein japanischer Fußballspieler.

## Karriere
Hagino erlernte das Fußballspielen in den Jugendmannschaften vom Aichi Nissin SC und Nagoya Grampus sowie in der Universitätsmannschaft der Hōsei-Universität. Seinen ersten Vertrag unterschrieb er am 1. Februar 2023 beim FC Gifu. Der Verein aus Gifu spielt in der dritten japanischen Liga, der J3 League.